# Della Reese
Pour les articles homonymes, voir Early et Reese.

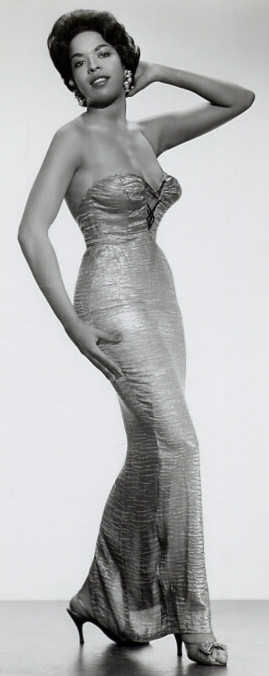
Della Reese dans les années 1950.

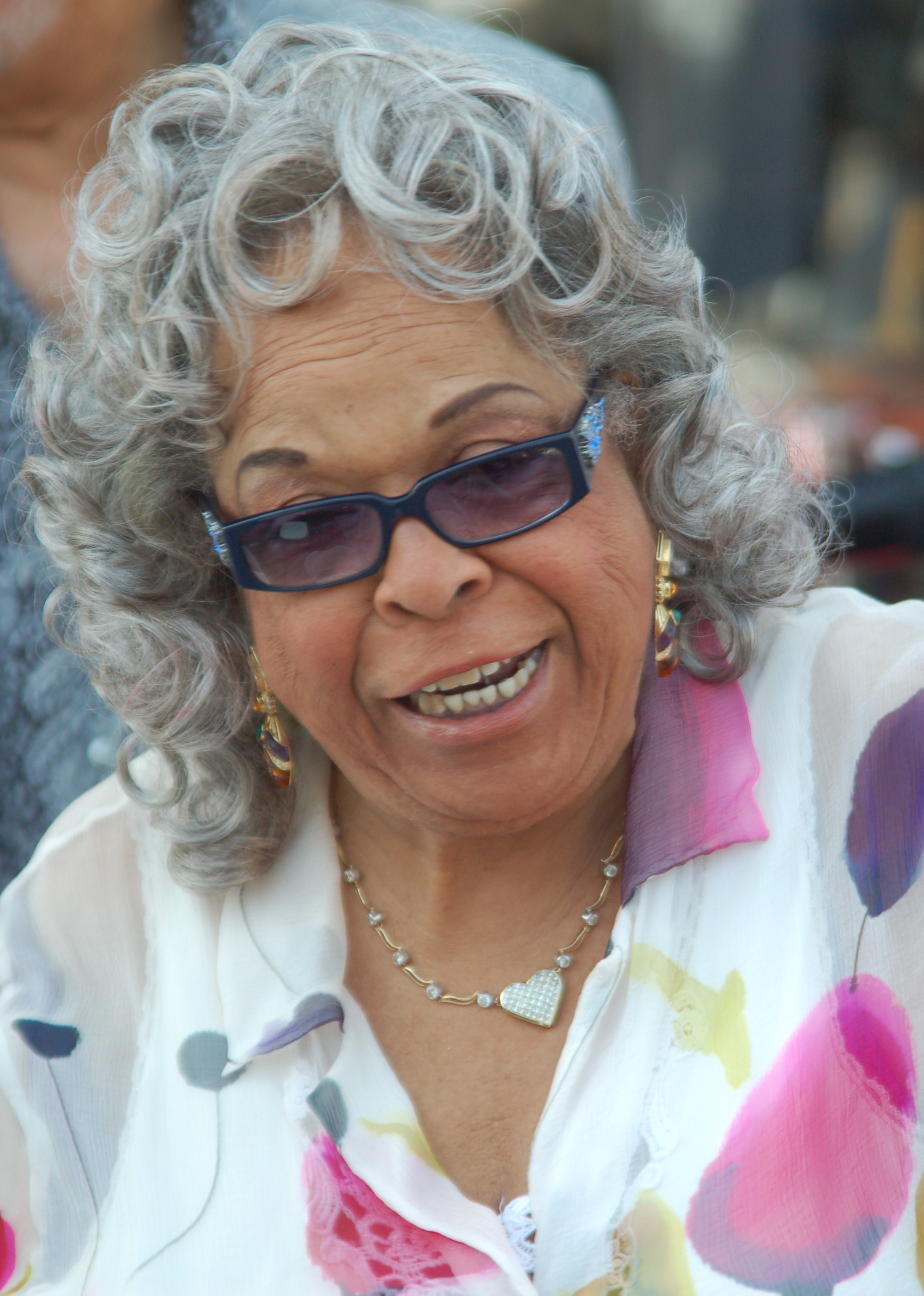
Della Reese en 2009.

Delloreese Patricia Early, dite Della Reese (née le 6 juillet 1931 dans le quartier historique de Black Bottom de Détroit dans le Michigan et morte le 19 novembre 2017 à Encino (Los Angeles) en Californie) , est une actrice et chanteuse afro-américaine.

## Biographie
Della Reese est née le 6 juillet 1931 dans le quartier de Black Bottom de Détroit, dans le Michigan. Elle est d'ascendance afro-américaine d'un côté et indienne Cherokee de l'autre.
Della Reese commença à chanter à l'âge de six ans. Elle rejoignit la célèbre chanteuse gospel Mahalia Jackson. Pendant ses études à la Wayne State University, elle se produisit avec un groupe de gospel, les Meditation Singers. Della Reese quitta l'université lorsque sa mère décéda et que son père commença à connaître des problèmes de santé. Continuant à chanter avec les Meditation Singers, elle se produisait également dans les night-clubs, notamment dans le fameux Flame Showbar, où elle était à la fois serveuse et chanteuse. Elle épousa par la suite Vermont Taliaferro, mais son nom étant devenu trop long, elle fit une modification de son prénom comme nom de scène.
En 1953, après avoir signé avec un agent de New York, elle intégra le Erskine Hawkins orchestra, et un an plus tard, signa un contrat avec Jubilee Records. Ses plus grands titres à l'époque, And That Reminds Me et Don't You Know se vendirent tous deux à plusieurs millions d'exemplaires. Le succès de ses disques la dirigea vers une carrière d'interprète couronnée de succès, dont neuf ans à Las Vegas.
En 1969, elle atteint la célébrité en apparaissant dans une émission de variétés du même nom, passant ainsi pour la première fois à la télévision. L'année d'après, son émission de variétés ayant été annulée après une saison, elle devint la première femme noire à participer en tant qu'invitée au Tonight Show animé par Johnny Carson.
Della Reese apparut plus tard dans plusieurs téléfilms et séries télévisées (dont The House of Yes, Sanford and Son (dans la saison 5, l'épisode Della Della Della où elle chante Ease On Down the Road) avec Redd Foxx, et Roots: The Next Generations). En 1979, après avoir participé comme invitée au Tonight Show, elle faillit mourir d'une rupture d'anévrisme cérébral, mais récupéra complètement après deux opérations menées par le chirurgien de renom Charles Drake à l'University Hospital à London, Ontario. C'était le second contact rapproché de Della avec la mort : en effet, de nombreuses années auparavant elle avait été grièvement blessée par une vitre en verre chez elle. Elle avait été coupée si sévèrement par les éclats que les chirurgiens durent user d'un millier d'agrafes pour refermer ses blessures. Elle avait perdu la majorité de son sang, et déclara plus tard avoir vécu une "Near death Expérience" durant laquelle elle avait rencontré sa mère bien-aimée.
Après son apparition dans deux sitcoms, Reese prêta sa voix au dessin animé A Pup Named Scooby-Doo. En 1989, elle apparaît aux côtés d'Eddie Murphy, Richard Pryor et Arsenio Hall dans le film Harlem Nights. En 1991, elle a tenu le premier rôle face à Redd Foxx dans sa dernière sitcom, The Royal Family. La mort de Redd Foxx stoppa la production de la série pendant plusieurs mois.
De 1994 à 2003, elle joua le rôle pour lequel elle sera le plus connu : celui de Tess dans la série Les Anges du bonheur. C'est aussi elle qui interprète le générique de la série. Sa participation à la série augmenta sa cote de popularité auprès des plus jeunes.
Della Reese annonça, lors du Larry King's Show en 2002, qu'elle souffrait d'un diabète de type 2. Elle est la porte-parole de l'American Diabetes Association (Association Américaine des Diabétiques) qui parcourt les États-Unis pour la prévention de cette maladie.
En 1983, elle épousa Franklin Thomas Lett Jr. En 1987, elle reçut un oscar pour l'un de ses albums de gospel.
Derrière son métier d'artiste, Della Reese est aussi ministre au Understanding Principles for Better Living Church à Los Angeles, en Californie. En 2005, Della Reese a été honorée par Oprah Winfrey lors d'une cérémonie avec 25 autres femmes Afro-américaines.
Elle meurt le 19 novembre 2017, à 86 ans,. Ainsi qu'elle l'avait demandé, elle est incinérée et ses cendres remises à ses proches.

## Filmographie

### Cinéma
- 1958 : Let's Rock
- 1975 : Psychic Killer
- 1989 : Les Nuits de Harlem (Harlem Nights) de Eddie Murphy : Vera
- 1992 : Monsieur le député (The Distinguished Gentleman) de Jonathan Lynn (Cameo)
- 1996 : A Thin Line Between Love and Hate
- 1999 : Journey to a Hate Free Millennium (documentaire) (narratrice)
- 1999 : La chasse au secret (the secret path)
- 2000 : Dinosaure (Dinosaur)
- 2005 : Beauty Shop

### Télévision
- 1969 - 1970 : Della
- 1973 : The Voyage of the Yes
- 1974 : Twice in a Lifetime
- 1975 : Cop on the Beat
- 1976 : Nightmare in Badham County
- 1976 - 1978 : Chico and the Man
- 1979 : Welcome Back, Kotter (remplaçante de Gabe Kaplan)
- 1982 - 1983 : It Takes Two
- 1985 : Agence tous risques (The A-Team) Lease with an Option to Die, épisode 1410, dans le rôle de la mère de Barracuda.
- 1986 : The Gift of Amazing Grace
- 1986 : Charlie & Co.
- 1990 : The Kid Who Loved Christmas
- 1990 : MacGyver : Mama Colton
  - (saison 6, épisode 11 Va y avoir du sport !)
  - (saison 7, épisode 5 Les frères Colton)
- 1991 - 1992 : The Royal Family (1991-1992)
- 1992 : You Must Remember This
- 1994 - 2003 : Les Anges du bonheur (Touched by an Angel)
- 1997 : Un mariage d'amour (A Match Made in Heaven)
- 1997 : Miracle in the Woods
- 1998 : Emma's Wish
- 1998 : Mama Flora's Family
- 1999 : The Secret Path
- 1999 : Having Our Say: The Delany Sisters' First 100 Years
- 1999 : Anya's Bell
- 2000 : The Moving of Sophia Myles (2000)
- 2006 : Phénomène Raven (That's So Raven)
- 2013 : Mon Père Noël secret (Dear Secret Santa)

## Discographie
- Della [Expanded] (2002)
- Legendary (2001)
- Sure Like Lovin' You (2000)
- The Collection (1998)
- My Soul Feels Better Right Now (1998)
- Voice of an Angel (1996)
- And Brilliance (1990)
- Black Is Beautiful (1970)
- One More Time (1967)
- On Strings of Blue (1967)
- Della Reese Live (1966)
- I Like It Like Dat! (1965)
- C'mon and Hear (1964)
- Della Reese at Basin Street East (1964)
- Waltz with Me (1963)
- The Classic Della (1962)
- Della Reese on Stage (1962)
- Della Della Cha-Cha-Cha (1961)
- Special Delivery (1961)
- Della by Starlight (1960)
- Della (1960)
- What Do You Know About Love? (1959)
- And That Reminds Me (1959)
- Amen (1958)